# Один миллион карбованцев
Один миллион карбованцев  (укр. Один мільйон карбованців) — номинал денежных купюр и памятных монет Украины, обращавшихся на территории страны в 1995—1996 годах.

## Описание
Банкноты номиналом 1 000 000 карбованцев были изготовлены на Банкнотно-монетном дворе Национального банка Украины в 1995 году.
Банкноты печатались на белой бумаге. Размер банкнот составлял: длина 125 мм, ширина — 56 мм. Водяной знак — изображение малого государственного герба Украины.
На аверсной стороне банкноты справа размещено скульптурное изображение выдающегося украинского поэта Тараса Шевченко, сделанного по мотивам памятника поэту в Киеве. В центральной части купюры содержатся надписи (сверху вниз): Украина, Купон, 1 000 000, украинских карбованцев. В левой части банкноты находится надпись Национальный банк Украины, год выпуска 1995 и изображение малого государственного герба Украины — трезубца. Преобладающий цвет аверсной стороны светло-коричневый.
На реверсной стороне банкноты размещено гравюрное изображение Красного корпуса Киевского национального университета им. Тараса Шевченко. Кроме того обратная сторона купюры содержит обозначение номинала — 1 000 000 и изображение малого государственного герба Украины. Преобладающий цвет реверсной стороны — красный.
Банкноты введены в обращение 1 мая 1995 года, изъяты — 16 сентября 1996 года. К моменту начала денежной реформы их стоимость составила всего 10 гривен.

## Памятные монеты
В 1996 году Национальный банк Украины выпустил 4 серии серебряных памятных монет номиналом 1 000 000 карбованцев. Все монеты имеют идентичные параметры: вес 15,55 г, диаметр 33 мм, качество чеканки пруф, гурт рифлёный.
| Название           | Тираж  | Дата выпуска   | Аверс | Реверс |
| ------------------ | ------ | -------------- | ----- | ------ |
| Богдан Хмельницкий | 10 000 | 21 июня 1996   |       |        |
| Григорий Сковорода | 10 000 | 21 июня 1996   |       |        |
| Леся Украинка      | 10 000 | 10 апреля 1996 |       |        |
| Михаил Грушевский  | 10 000 | 9 августа 1996 |       |        |